# Puppentheater Sonnenhäusel

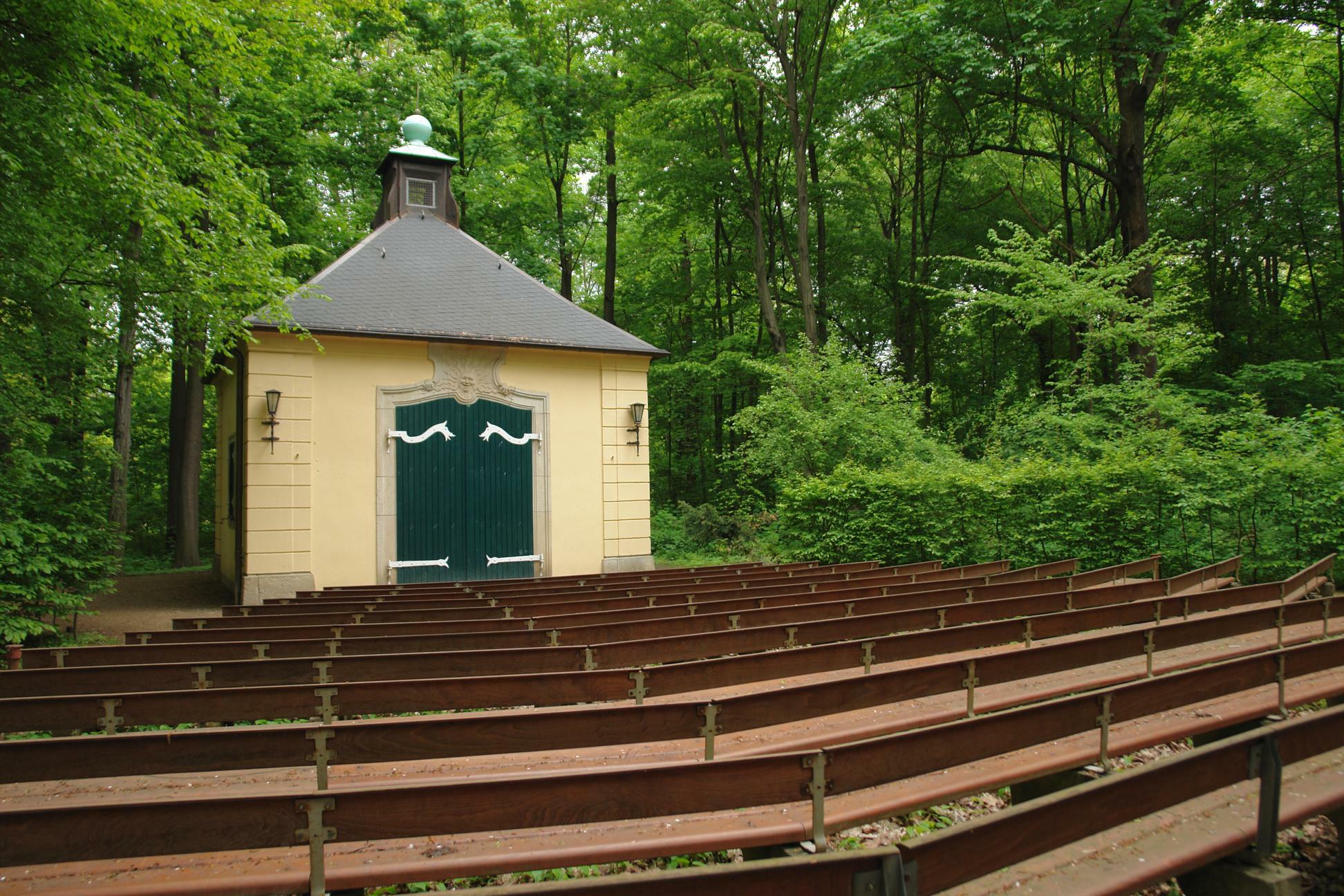
Ansicht des Puppentheaters vom Zuschauerraum aus, 2010

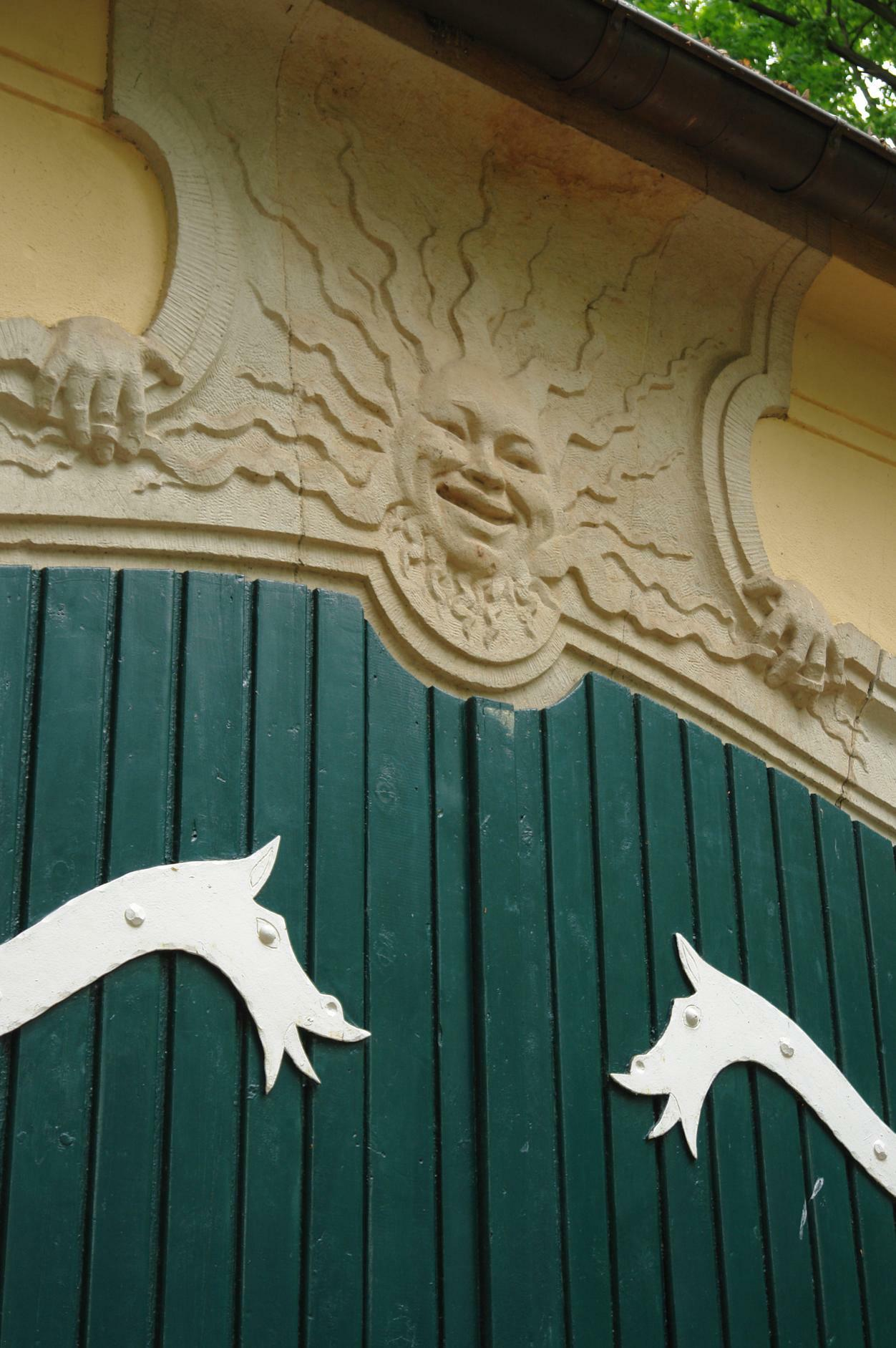
Detail

Das Puppentheater „Sonnenhäusel“ ist eins von drei Parktheatern im Großen Garten in Dresden. An der Herkulesallee 1 im nordwestlichen Teil des Großen Gartens gelegen, bietet es Platz für etwa 350 Zuschauer. 
Das „Sonnenhäusel“ wurde 1955 fertiggestellt, die Architektin war Krista Grunicke (Dresden). Die architektonische Gestaltung des denkmalgeschützten Theaterhäuschens mit Sandstein-Putzarchitektur klingt „an die Formensprache der Kavaliershäuschen im Großen Garten an. Ihre heitere barocke Note“ wird auch durch das geschwungene schiefergedeckte Zeltdach im Stil der Chinoiserie, das Glockentürmchen und ein Sonnenrelief Eva Schwagers aufgenommen. 
Die Puppenspieler des Theaters Junge Generation bespielen seit 1998 im Sommer mit regelmäßig wechselnden Inszenierungen das Open-Air-Puppentheater. In den Sommerferien des Freistaats Sachsen bespielt die Theatermanufaktur Dresden ebenfalls regelmäßig das Sonnenhäusel mit Pupentheaterinszenierungen.